# Carpe Diem (chanson)
Pour les articles homonymes, voir Carpe diem (homonymie).
Chansons représentant la Slovénie au Concours Eurovision de la chanson
Disko
(2022)
Singles de Joker Out
Demoni
(31 octobre 2022) New wave
(21 avril 2023)
Clip vidéo
[vidéo] « Carpe Diem », sur YouTube
Carpe Diem est une chanson du groupe slovène Joker Out, sortie dans sa version actuelle le 4 février 2023. Cette chanson représente la Slovénie lors du Concours Eurovision de la chanson 2023 qui prend place à Liverpool, au Royaume-Uni.

## Genèse
L'enregistrement de la chanson a lieu au mois de décembre 2022 à Hambourg, en Allemagne.
Carpe Diem est entièrement chantée en slovène, selon une volonté du groupe de traduire le slovène en une langue universelle de danse et de divertissement que tous les pays pourraient comprendre , même si une version en anglais est ultérieurement dévoilée.
Le clip est tourné en janvier 2023 au Grand Hotel Union de Ljubljana.
La chanson est dévoilée à l'occasion d'une émission spéciale diffusée sur TV SLO 1, le 4 février 2023.

## Concours Eurovision de la chanson 2023

### Sélection interne
Le diffuseur slovène RTVSLO confirme sa participation à l'Eurovision 2023 le 15 septembre 2022. Le 8 décembre 2022, le diffuseur annonce que le pays sera représenté par Joker Out. C'est seulement la troisième fois que le pays sélectionne l'artiste qui le représente en interne. La chanson que le groupe interprète au concours, Carpe Diem, est publiée le 4 février 2023.

### À Liverpool
La chanson est interprétée intégralement en slovène.
Carpe Diem termine 5ème de la deuxième demi-finale avec un total de 103 points lui permettant de se qualifier pour la finale où elle se classe finalement 21ème sur 37 participants, avec 78 points.

## Classements
|                                    | Chart (2023) |
| Croatie (Billboard)                | 14           |
| Finlande (Suomen virallinen lista) | 12           |
| Grèce (International) (IFPI)       | 68           |
| Islande (Plötutíðindi)             | 31           |
| Lettonie (LAIPA (en))              | 9            |
| Lituanie (AGATA)                   | 4            |
| Pays-Bas(Single Tip)               | 15           |
| Pologne(Polish Streaming Top 100)  | 40           |
| Slovènie (Radiomonitor)            | 1            |
| Suède (Sverigetopplistan)          | 4            |